# Genevieve Gaunt
Genevieve Gaunt (Londres, 13 de janeiro de 1991) é uma atriz britânica-neerlandesa. É filha do ator neerlandês Frederik de Groot e da atriz britânica Fiona Gaunt, e tem dois irmãos, Elwin e Oliver. Genevieve estudou na Godolphin e na Latymer School de Londres, e fala francês fluente[carece de fontes?].
Coincidentemente, o sobrenome dela é igual ao dos descendentes de Sonserina e de Lord Voldemort nos filmes de Harry Potter[carece de fontes?].

## Carreira
Interpretou Pansy Parkinson no terceiro filme da série Harry Potter, Harry Potter e o Prisioneiro de Azkaban, em 2004. Sua participação no filme foi pequena, mas ela conseguiu muitos fãs na internet[carece de fontes?]. A atriz foi substituída por Lauren Shotton em Harry Potter e a Ordem da Fênix.
A atriz também interpretou Wilhelmina "Willow" Moreno na série The Royals, do canal E!, entre 2015 e 2018.